# Horizon (Star Trek)
Horizon is de 20e aflevering van het tweede seizoen van de Amerikaanse sciencefictiontelevisieserie Star Trek: Enterprise. Het is de 44e aflevering van de serie, voor het eerst uitgezonden in 2003.

## Verhaal
Als de USS Enterprise dicht langs de huidige locatie van een vrachtschip koerst, namelijk de Horizon, vraagt vaandrig Travis Mayweather tijdelijk verlof aan, omdat hij op het schip is opgegroeid en zijn familie er nog steeds op woont en werkt. Als hij op het schip aankomt blijkt echter dat zijn broer Paul, die hun onlangs overleden vader opvolgt als kapitein van het schip, hem niet al te hartelijk begroet. Hij ziet het bezoek van de Starfleetofficier als een ondermijning van zijn gezag. Daarnaast neemt hij het Travis kwalijk dat hij niet aanwezig was bij het overlijden van hun vader omdat hij het te druk had met carrière maken bij Starfleet. Echter blijkt later dat Travis' aanwezigheid wel degelijk nut heeft, als het schip wordt aangevallen door aliens en Travis een idee heeft om de wapens van het vrachtschip te upgraden. Als het schip later door dezelfde aliens opnieuw wordt aangevallen, aarzelt Paul om de vernieuwde wapens in te zetten, maar met het oog op toekomstige aanvallen op de Horizon en andere vrachtschepen, besluit hij ze uiteindelijk toch te gebruiken. Hiermee wordt de aanval afgeslagen, waarmee het respect voor Travis ook weer terug is.

## Acteurs

### Hoofdrollen
- Scott Bakula als kapitein Jonathan Archer
- John Billingsley als dokter Phlox
- Jolene Blalock als overste T'Pol
- Dominic Keating als luitenant Malcolm Reed
- Anthony Montgomery als vaandrig Travis Mayweather
- Linda Park als vaandrig Hoshi Sato
- Connor Trinneer als overste Charles "Trip" Tucker III

### Gastrollen
- Joan Pringle als Rianna Mayweather
- Corey Mendell Parker als Paul Mayweather
- Nicole Forester als Nora

### Bijrollen

#### Bijrollen met vermelding in de aftiteling
- Adam Paul als Charlie Nichols
- Philip Anthony-Rodriguez als Juan
- Ken Feinberg als buitenaardse kapitein

#### Bijrollen zonder vermelding in de aftiteling
- Adam Anello als bemanningslid van de Enterprise
- Mark Correy als bemanningslid Alex
- Jared Patrick Cox als bemanningslid van de Horizon
- Evan English als bemanningslid Tanner
- Nikki Flux als bemanningslid van de Enterprise
- Glen Hambly als bemanningslid van de Enterprise
- Scott Hill als bemanningslid Hutchison
- Aldric Horton als bemanningslid van de Enterprise
- Amina Islam als bemanningslid van de Enterprise
- Roy Joaquin als bemanningslid van de Enterprise
- John Jurgens als bemanningslid van de Enterprise
- Aouri Makhlouf als bemanningslid van de Enterprise
- Rene Marentes als bemanningslid van de Horizon
- Marnie Martin als bemanningslid van de Enterprise
- Michael McAdam als bemanningslid van de Enterprise
- Marlene Mogavero als bemanningslid van de Enterprise
- Bobby Pappas als bemanningslid van de Enterprise
- Lidia Sabljic als bemanningslid van de Enterprise
- Jan Shiva als bemanningslid van de Enterprise
- Monika Spruch als bemanningslid van de Enterprise
- Scott L. Treger als bemanningslid van de Horizon